# Celetodes
Celetodes là một chi bướm đêm thuộc họ Gelechiidae.